# Mycetophila tungusica
Mycetophila tungusica är en tvåvingeart som beskrevs av Ostroverkhova 1979. Mycetophila tungusica ingår i släktet Mycetophila och familjen svampmyggor. Inga underarter finns listade i Catalogue of Life.